# 너티 프로페서 2
《너티 프로페서 2》(영어: Nutty Professor II: The Klumps)는 미국에서 제작된 피터 시걸 감독의 2000년 SF 코미디 영화이다. 《너티 프로세서》(1996)의 속편이다. 에디 머피 등이 출연하였고, 브라이언 그레이저 등이 제작에 참여하였다.

## 출연진
- 에디 머피
- 재닛 잭슨
- 래리 밀러
- 존 에일스
- 리처드 갠트
- 애나 마리아 호스퍼드
- 멀린다 맥그로
- 저말 믹슨
- 완다 사이크스
- 프리다 페인
- 니키 콕스
- 크리스 엘리엇
- 얼 보언
- 찰스 네이피어
- 캐슬린 프리먼 (크레디트 미기재)

## 기타 제작진
- 협력 제작: 알린 키힐라
- 공동 제작: 마이클 유잉, 제임스 휘터커
- 배역: 패멀라 배스커
- 미술: 윌리엄 엘리엇
- 의상: 섀런 데이비스